# Alfred Mauer
Alfred Mauer (Peuerbach, 1907. február 12. – Bytom, 1999. május 10.) osztrák születésű, lengyel jégkorongozó, olimpikon.
Az 1932. évi téli olimpiai játékokon játszott a jégkorongtornán. Ez az olimpia az USA-ban volt és csak 4 válogatott vett részt: Kanada, USA, Németország és Lengyelország.. Egy csoportba került mind a 4 csapat és oda-visszavágós rendszer alapján játszottak. Mind a 6 mérkőzésen kikaptak. Csak 3 gólt tudott ütni a csapat. Csak az amerikai csapat ellen 4–1-re elveszített mérkőzésen játszott és nem ütött gólt. Az utolsó, 4. helyen végezetek.
Klubcsapata a Pogoń Lwów volt.